# Gérard Battaglia
Gérard Battaglia (ur. 26 marca 1937 w Monako, zm. 2 marca 2015) – monakijski żeglarz sportowy, olimpijczyk.
Dwukrotnie reprezentował swój kraj na igrzyskach olimpijskich - w 1960 w Rzymie startując w klasie Dragon zajął 23. miejsce, a w 1976 w Montrealu zajął 23. miejsce w  klasie Soling.
Brał udział w igrzyskach śródziemnomorskich w 1963, na których Monakijczycy zdobyli swój pierwszy medal w imprezie międzynarodowej tej rangi. Został brązowym medalistą w klasie Snipe – jego partnerem był Jean-Pierre Crovetto.
Jego syn Philippe oraz krewny René również reprezentowali Monako na igrzyskach olimpijskich.